# エクター・ド・マリス
エクター・ド・マリス卿（Hector de Maris）は、アーサー王伝説に登場する、円卓の騎士の一人。ベンウィクのバン王の息子であり、円卓の騎士の筆頭であるランスロット卿の異母弟。アーサー王の養父である「エクター卿」と同名なので、区別するために出身地をつけて「エクター・ド・マリス」と呼ばれる。彼の名がフランス語表記なのは、エクター・ド・マリス自身がフランス人であるのと、アーサー王物語がフランスで発展し、イギリスに逆輸入されたさい、フランス語表記がもてはやされたことによる。
アーサー王の物語の中では、行方不明になるランスロット卿を捜索するエピソードにしばしば登場する。また、聖杯探求中にお互いそれとは知らずパーシヴァル卿と槍試合を行い、自身も重傷を負ったものの、パーシヴァル卿にも瀕死の負傷をさせている。このときは突如現れた聖杯により、たちまちのうち怪我が治癒された。漁夫王・ランスロット卿とともに、聖杯の恩恵を受けた数少ない人物である。その後はガウェイン卿としばらく旅を続けるが、結局聖杯を見つけることがかなわず、キャメロットに帰還した。
物語の終盤、円卓の騎士の間で内乱が起きると、ランスロット卿の味方となり、ボールス卿・ライオネル卿らとともにアーサー王と戦った。アーサー王とランスロット卿の間に和議がなると、ランスロット卿からベンウィクとギエンヌの王に封じられる。アーサー王の死後、ランスロット卿が行方不明になると、彼を探しにイングランドやウェールズを7年間探し回った。ようやく居場所を探り当てたときには、すでにランスロット卿は死亡しており、その死に目に会うことはできなかった。その後は、ランスロット卿の遺言で聖地回復のため、トルコ人との戦いに出発したボールス卿らに同行。聖金曜日に死亡した。